# سرآب سنقر
سراب سنقر در استان کرمانشاه و در پنج کیلومتری جاده سنقر به کرمانشاه و در مجاور روستای «تازه آباد» قرار دارد. آب این سراب در واقع از برف هایی که در کوههای سهیل و دالاخانی ذخیره شده و به مرور ذوب می شود تامین می شود و از زیر کوه سراب به سرعت و با فشار به صورت فواره بیرون می‌ریزد. آب این سراب در زمستان‌ها گرم و در تابستان‌ها سرد است. آب گوارای این سراب، آب آشامیدنی روستاهای اطراف را تأمین می‌کند و سپس به رودخانهٔ قره سو می‌ریزد.